# Ramapo, New York
Ramapo är en kommun (town) i Rockland County i delstaten New York. Vid 2020 års folkräkning hade Ramapo 148 927 invånare.